# Abd el-Rahím el-Arzsún
Abd el-Rahím el-Arzsún (1963. július 17. –) marokkói nemzetközi labdarúgó-játékvezető. Neve angol alkalmazásban Abderrahim El Arjoun.

## Pályafutása
Játékvezetői vizsgáját követően lakókörzetének labdarúgó-szövetség által üzemeltetett bajnokságokban kezdte sportszolgálatát. A Marokkói Labdarúgó-szövetség Játékvezető Bizottságának (JB) minősítésével a Premier League játékvezetője. Küldési gyakorlat szerint rendszeres 4. bírói szolgálatot is végzett. A nemzeti játékvezetéstől 2008-ban visszavonult.
A Marokkói labdarúgó-szövetség JB terjesztette fel nemzetközi játékvezetőnek, a Nemzetközi Labdarúgó-szövetség (FIFA) 1994-től tartotta nyilván bírói keretében. A FIFA JB központi nyelvei közül a franciát beszéli. Több nemzetek közötti válogatott, valamint CAF-kupa és AFC-bajnokok ligája klubmérkőzést vezetett, vagy működő társának 4. bíróként segített. A  nemzetközi játékvezetéstől 2008-ban búcsúzott.
Az 1997-es ifjúsági labdarúgó-világbajnokságon a FIFA JB bíróként foglalkoztatta.
| Időpont          | Helyszín                     | Mérkőzés típusa              | Mérkőzés                                      | Eredmény | Nézők száma |
| ---------------- | ---------------------------- | ---------------------------- | --------------------------------------------- | -------- | ----------- |
| 1997. június 18. | Utarna Stadion, Kandar       | csoportmérkőzés (E. csoport) | Magyarország–Argentína                        | 0 – 3    | 13 000      |
| 1997. június 20. | Utarna Stadion, Kandar       | csoportmérkőzés (E. csoport) | Magyar U20-as labdarúgó-válogatott–Ausztrália | 0 – 1    | 6000        |
| 1997. június 23. | Darulmakmur Stadion, Kuantan | csoportmérkőzés (D. csoport) | Japán–Paraguay                                | 3 – 3    | 5000        |
| 1997. június 26. | Darulmakmur Stadion, Kuantan | egyik nyolcaddöntő           | Spanyolország–Kanada                          | 2 – 0    | 10 000      |

---
A 2002-es labdarúgó-világbajnokságon és a 2006-os labdarúgó-világbajnokságon a FIFA JB játékvezetőként alkalmazta. Selejtező mérkőzéseket a CAF zónában irányított.
| Időpont        | Helyszín            | Mérkőzés típusa                     | Mérkőzés    | Eredmény | Nézők száma |
| -------------- | ------------------- | ----------------------------------- | ----------- | -------- | ----------- |
| 2001. május 6. | Kégué Stadion, Lomé | (2002 vb) előselejtező (A. csoport) | Togo–Zambia | 3 – 2    | 10 000      |

| Időpont          | Helyszín                       | Mérkőzés típusa                     | Mérkőzés                            | Eredmény | Nézők száma |
| ---------------- | ------------------------------ | ----------------------------------- | ----------------------------------- | -------- | ----------- |
| 2004. június 20. | Kégué Stadion, Lomé            | (2006 vb) előselejtező (1. csoport) | Togói labdarúgó-válogatott–Szenegál | 3 – 1    | 25 000      |
| 2005. június 4.  | Stade de l’Amitié, Cotonou     | (2006 vb) előselejtező (3. csoport) | Benin–Kamerun                       | 1 – 4    | 20 000      |
| 2005. június 18. | Omar Bongo Stadion, Libreville | (2006 vb) előselejtező (4. csoport) | Gabon–Ruanda                        | 3 – 0    | 10 000      |

---
A 2000-es afrikai nemzetek kupája, a 2006-os afrikai nemzetek kupája és a 2008-as afrikai nemzetek kupája labdarúgó tornán a CAF JB bíróként foglalkoztatta.
| Időpont          | Helyszín              | Mérkőzés típusa                    | Mérkőzés                                                    | Eredmény | Nézők száma |
| ---------------- | --------------------- | ---------------------------------- | ----------------------------------------------------------- | -------- | ----------- |
| 2000. január 27. | Városi Stadion, Accra | (CAF) csoportmérkőzés (A. csoport) | Ghána–Togói labdarúgó-válogatott                            | 2 – 0    | 30 000      |
| 2000. február 2. | Városi Stadion, Accra | (CAF) csoportmérkőzés (D. csoport) | Kongói Demokratikus Köztársaság–Gaboni labdarúgó-válogatott | 0 – 0    | 2000        |

| Időpont          | Helyszín                              | Mérkőzés típusa                    | Mérkőzés                                                   | Eredmény |
| ---------------- | ------------------------------------- | ---------------------------------- | ---------------------------------------------------------- | -------- |
| 2006. január 27. | Városi Stadion, Port Szaíd            | (CAF) csoportmérkőzés (D. csoport) | Ghánai labdarúgó-válogatott–Szenegáli labdarúgó-válogatott | 1 – 0    |
| 2006. január 29. | Kairo Katonai-Akadémia Stadion, Kairó | (CAF) csoportmérkőzés (B. csoport) | Angola–Togói labdarúgó-válogatott                          | 3 – 2    |

| Időpont          | Helyszín                                   | Mérkőzés típusa                    | Mérkőzés                                                  | Eredmény | Nézők száma |
| ---------------- | ------------------------------------------ | ---------------------------------- | --------------------------------------------------------- | -------- | ----------- |
| 2008. január 25. | Sekondi-Takoradi Stadion, Sekondi-Takoradi | (CAF) csoportmérkőzés (B. csoport) | Niger labdarúgó-válogatott–Mali                           | 1 – 0    | 16 000      |
| 2008. február 7. | Ohene Djan Stadion, Accra                  | (CAF) egyik elődöntő               | Ghánai labdarúgó-válogatott–Kameruni labdarúgó-válogatott | 3 – 1    | 44 000      |

A II. Hasszán király-kupa labdarúgó tornán a CAF JB bíróként foglalkoztatta.
| Időpont         | Helyszín                      | Mérkőzés típusa | Mérkőzés            | Eredmény | Nézők száma |
| --------------- | ----------------------------- | --------------- | ------------------- | -------- | ----------- |
| 1998. május 29. | Mohamed-V Stadion, Casablanca | csoportmérkőzés | Belgium–Anglia      | 0 – 0    | 25 000      |
| 2000. június 4. | Mohamed-V Stadion, Casablanca | csoportmérkőzés | Japán–Franciaország | 2 – 2    | 40 000      |

--
Vezetett nemzetközi kupadöntők száma: 3.

### CAF kupagyőztesek kupája
| Időpont            | Helyszín                         | Mérkőzés típusa     | Mérkőzés                 | Eredmény | Nézők száma |
| ------------------ | -------------------------------- | ------------------- | ------------------------ | -------- | ----------- |
| 2000. november 26. | Kairói Nemzetközi Stadion, Kairó | döntő első mérkőzés | Ez-Zamálek–Canon Yaoundé | 4 – 1    | 50 000      |

### CAF-bajnokok ligája
| Időpont           | Helyszín                         | Mérkőzés típusa     | Mérkőzés                                       | Eredmény |        |
| ----------------- | -------------------------------- | ------------------- | ---------------------------------------------- | -------- | ------ |
| 2005. október 29. | Olimpiai Stadion, Szúsza         | döntő első mérkőzés | Étoile Sportive du Sahel–Al-Ahly Sporting Club | 0 – 0    | 20 000 |
| 2007. november 9. | Kairói Nemzetközi Stadion, Kairó | döntő 2. mérkőzés   | Al-Ahly–ESS                                    | 1 – 3    |        |